# Labrifer balli
Labrifer balli är en plattmaskart. Labrifer balli ingår i släktet Labrifer och familjen Lepocreadiidae. Inga underarter finns listade i Catalogue of Life.